# 利亞馬約赫卡薩山
13°13′52″S 71°55′22″W / 13.23111°S 71.92278°W
利亞馬約赫卡薩山（Llamayojcasa），是秘魯的山峰，位於該國東南部庫斯科大區，由卡爾卡省的卡爾卡區負責管轄，屬於烏魯潘帕山脈的一部分，海拔高度約4,600米。